# Alqas Mirza
Abu'l Ghazi Sultan Alqas Mirza (în persană ابوالقاسم غازی سلطان القاس میرزا; n. 15 martie 1516, Karabah, Azerbaidjan – d. 9 aprilie 1550, Meshginshahr County⁠(d), Provincia Ardabil, Iran), cunoscut mai simplu și drept Alqas Mirza (în persană القاس میرزا), a fost un principe din Imperiul Safevid, fiu al lui Ismail I (d. 1501–1524). Este cunoscut pentru revolta sa din 1550, purtată împotriva fratelui său, Tahmasp I (d. 1524–1576), care domnea la acel moment în Persia, fiind susținut de rivalul safevizilor, Imperiul Otoman.